# Boubaker Zitouni
Boubaker Zitouni (Tunisi, 16 novembre 1965) è un ex calciatore tunisino, di ruolo portiere.

## Carriera

### Club
Ha sempre giocato nel campionato tunisino.

### Nazionale
Con la maglia della Nazionale ha collezionato 22 presenze.